# Camarotella acrocomiae
Camarotella acrocomiae är en svampart som först beskrevs av Jean François Montagne, och fick sitt nu gällande namn av K.D. Hyde & P.F. Cannon 1999. Camarotella acrocomiae ingår i släktet Camarotella och familjen Phyllachoraceae.   Inga underarter finns listade i Catalogue of Life.